# تسفونيتس
تسفونيتس (بالألمانية: Zwönitz) هي مدينة و بلدة ألمانية تقع في ساكسونيا في ألمانيا.

## المدن التوأمة
مدينة هايليغن هاوس هي مدينة توأمة لتسفونيتس.